# Fort Kaskaskia

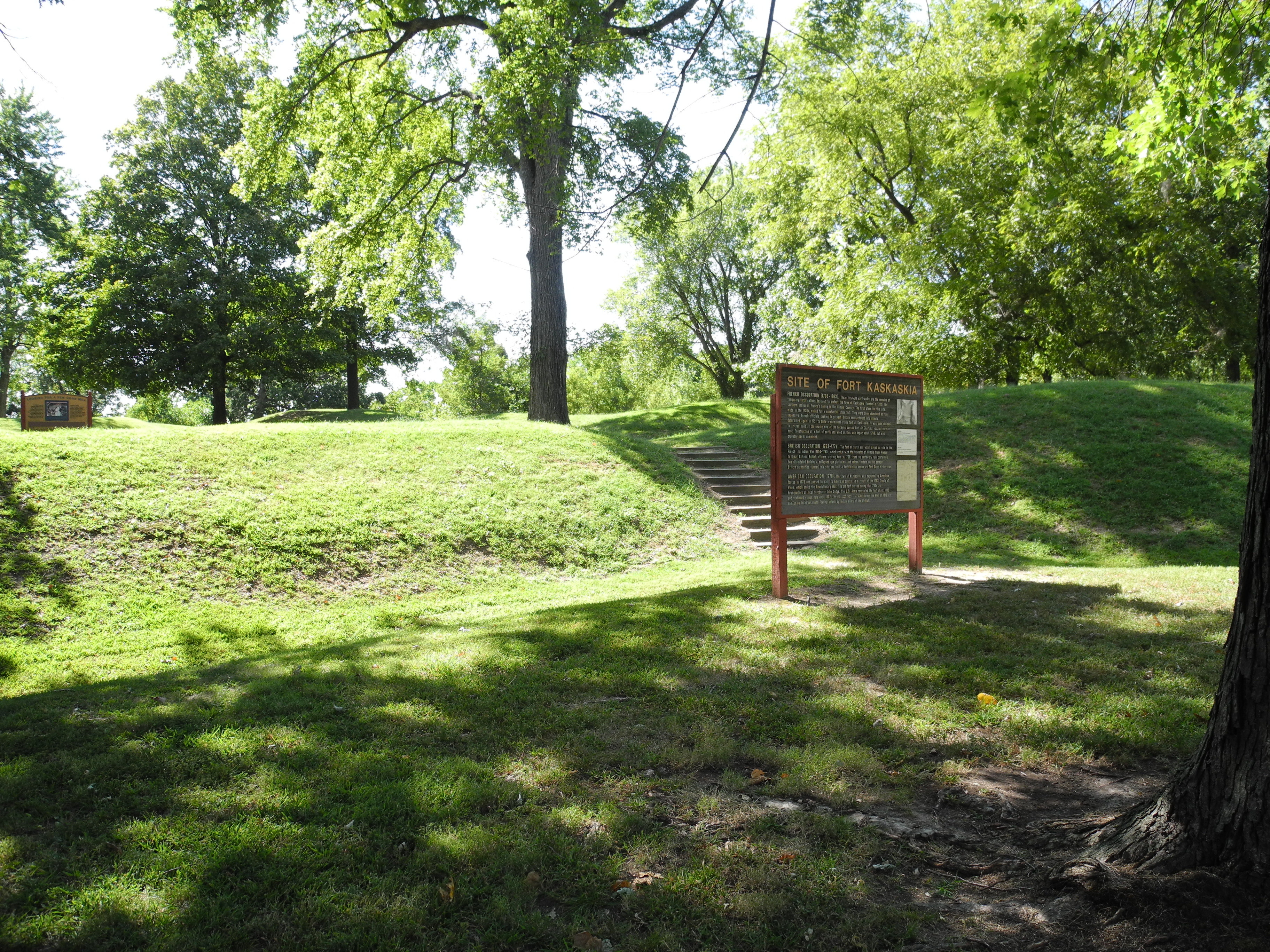
Minnestavla vid Fort Kaskaskias gamla vallar.

Fort Kaskaskia var ett franskt (1759-1763) och amerikanskt (1802-1807) militärt etablissemang i Kaskaskia, Illinois. Idag utgör det ett historiskt minnesmärke.

## Franskt fort
Det franska fortet började byggas 1759 under det fransk-indianska kriget. Det blev aldrig riktigt färdigställt och bestod av en kasern med tre  logement och ett kök.

## Amerikanskt fort
En amerikansk garnison fanns i det gamla franska fortet från 1802 till 1807.